# سقط جنین در روسیه
سقط جنین در روسیه به عنوان یک روش سقط انتخابی تا هفته دوازدهم بارداری و در شرایط خاص در هفته‌های بعدی، قانونی شناخته می‌شود.
پس از تسلط بلشویک‌ها بر روسیه، در سال ۱۹۲۰، جمهوری شوروی روسیه به رهبری لنین اولین کشور در جهان در عصر مدرن شد که اجازه سقط جنین را در هر شرایطی داد، اما در طول قرن بیستم، قانونی بودن سقط جنین چندین بار تغییر کرد. ممنوعیت سقط جنین بدون قید و شرط از سال ۱۹۳۶ تا ۱۹۵۵ ولی از آن پس مجدداً قانونی شد. به همین دلیل، این کشور به فرهنگ سقط جنین معروف شد. سقط جنین در روسیه در اواسط دهه ۱۹۶۰ به اوج خود رسید و ۵۴۶۳۳۰۰ سقط جنین در سال ۱۹۶۵ انجام شد. از قانونی شدن آن، تا سقوط اتحاد جماهیر شوروی در سال ۱۹۹۰، بیش از ۲۶۰٬۰۰۰٬۰۰۰ سقط جنین در کل اتحاد جماهیر شوروی (بیشتر در روسیه) انجام شد.
در سال ۲۰۰۹، روسیه ۱٫۲ میلیون سقط جنین، از جمعیت ۱۴۳ میلیون نفری را گزارش کرد. در سال ۲۰۲۰، روسیه تعداد سقط جنین‌های خود را به ۴۵۰ هزار کاهش داده بود.

## سقط جنین در امپراتوری روسیه
سقط جنین در امپراتوری روسیه غیرقانونی بود. این عمل مستقیماً در دمستری (قوانین خانوار روسیه) ارجاع نشده‌است، اگرچه موضوع تربیت کودک یک موضوع رایج است. در زمان سلطنت تزار الکسیس رومانوف مجازات سقط جنین مرگ بود که بعداً توسط پیتر کبیر حذف شد. سقط جنین تا سال ۱۹۱۷ همچنان یک جنایت جدی بود. از طریق مواد ۱۴۶۲ و ۱۴۶۳ قانون مجازات روسیه، «افراد مجرم می‌توانند از حقوق مدنی محروم شوند و تبعید یا به کار شاقه محکوم شوند.» با وجود غیرقانونی بودن آن، سقط جنین در «بازار سیاه» وجود داشت. پرسنل زیرزمینی مامایی معروف به povival'nye babki و sel'skie povival'nye babki که معمولاً به ترتیب به عنوان ماماها و ماماهای روستایی ترجمه می‌شوند و معمولاً با نام‌های ساده بابکی، به معنای «زنان پیر» و povitukhi (ماماها) سقط جنین انجام می‌دادند. نه تنها ارائه دهندگان سقط جنین، بابکی، متخصصین مراقبت‌های بهداشتی آموزش دیده بودند، بلکه به عنوان پرستار و ماما در مناطقی به ویژه روستایی که خدمات پزشکی مناسب در دسترس نبود، خدمت می‌کردند. تعداد سقط جنین‌ها در مسکو بین سال‌های ۱۹۰۹ و ۱۹۱۴ دو و نیم برابر افزایش یافت. تعداد فزاینده سقط جنین در سن پترزبورگ در پایان قرن، ۱۸۹۷–۱۹۱۲ چندین برابر بیشتر شده بود. داده‌های آماری از آغاز قرن بیستم نشان می‌دهد که قوانین سختگیرانه به ندرت اجرا می‌شدند.
در اواخر امپراتوری روسیه، پزشکان و حقوقدانان شروع به حمایت از قوانین سقط جنین و افزایش پیشگیری از بارداری کردند. انگیزه این بود که سقط جنین کمتر خطرناک باشد. به گفته مورخان، جنبش قانونی کردن سقط جنین و تشویق به پیشگیری از بارداری متفاوت از اروپای غربی شکل گرفت. به‌جای صحنه‌های سیاسی (مثلاً در فرانسه)، هواداران از رشته‌های پزشکی آمدند. در سال ۱۸۸۹ سومین کنگره انجمن پیروگوف، یک انجمن علمی پزشکی که آثار آن تأثیر قابل توجهی در روسیه داشت، بحث در مورد جرم زدایی از سقط جنین را آغاز کرد. دیگران نیز به دنبال آن بودند: در سال ۱۹۱۱ کنگره چهارم انجمن ماماهای روسی، در سال ۱۹۱۳ دوازدهمین کنگره انجمن پیروگوف، و در سال ۱۹۱۴ گروه روسی جامعه بین‌المللی جرم شناسان از جرم زدایی حمایت کردند.

## سقط جنین در اتحاد جماهیر شوروی سوسیالیستی

### ۱۹۲۰–۱۹۳۶

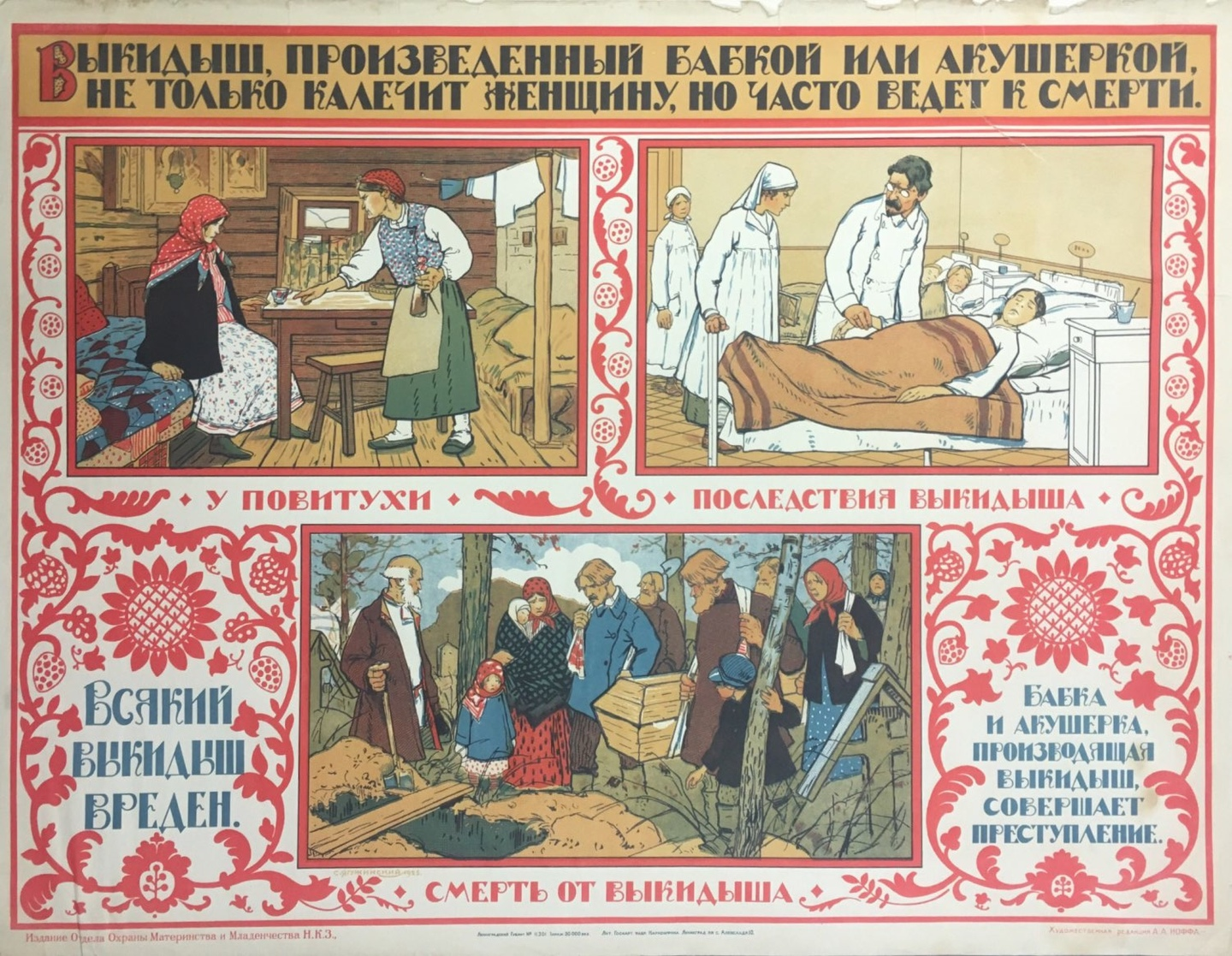
پوستر شوروی در حدود سال ۱۹۲۵ که در مورد سقط جنین خانگی توسط ماماها هشدار می‌داد. ترجمه عنوان: "سقط جنین توسط مادربزرگ یا ماماهای خودآموخته نه تنها زن را معلول می‌کند، بلکه اغلب منجر به مرگ نیز می‌شود."

دولت شوروی اولین دولتی در اروپا بود که سقط جنین را قانونی کرد. در اکتبر ۱۹۲۰، بلشویک‌ها با «فرمان مراقبت‌های بهداشتی زنان»، سقط جنین را در جمهوری سوسیالیستی فدراتیو شوروی روسیه قانونی کردند. پس از RSFSR این قانون در اوکراین (۵ ژوئیه ۱۹۲۱) و سپس بقیه اتحاد جماهیر شوروی معرفی شد. دولت قانونی‌سازی را یک ضرورت موقت می‌دید، زیرا پس از بحران اقتصادی و نزدیک به یک دهه ناآرامی، جنگ، انقلاب و جنگ داخلی، بسیاری از زنان به دلیل ناتوانی در مراقبت از فرزند خود به دنبال سقط جنین بودند. محدودیت‌هایی بر روی معیارهای سقط جنین اعمال شد و تا سال ۱۹۲۴ فقط در مواردی مجاز بود که بارداری جان زن یا جنین را به خطر بیندازد. اتحاد جماهیر شوروی سیاست‌های پروناتال را تشویق می‌کرد. با این حال، مقامات شوروی استدلال می‌کردند که زنان بدون در نظر گرفتن قانونی بودن سقط جنین می‌کنند و دولت تنها در صورت قانونی بودن سقط جنین قادر به تنظیم و کنترل آن خواهد بود. به ویژه، دولت شوروی امیدوار بود که به جای بابکی، امکان دسترسی به سقط جنین را در یک محیط امن فراهم کند که توسط یک پزشک آموزش دیده انجام می‌شد. در حالی که این کمپین در مناطق شهری بسیار مؤثر بود (تا سال ۱۹۲۵، ۷۵ درصد از سقط جنین‌ها در مسکو در بیمارستان‌ها انجام می‌شد)، اما در مناطق روستایی که دسترسی به پزشک، حمل‌ونقل، یا هر دو وجود نداشت و زنان در آن‌ها بسیار کمتر بود، متکی به طب سنتی بود. به ویژه در حومه شهر، پس از قانونی شدن سقط جنین در اتحاد جماهیر شوروی، زنان همچنان برای انجام این عمل به بابکی، ماما، آرایشگر، پرستار و دیگران مراجعه می‌کردند.
اتحاد جماهیر شوروی، تحت رهبری لنین، اولین کشوری بود که در صورت درخواست، اغلب بدون هزینه، سقط جنین را انجام داد. بحث‌های شدیدی بین مقامات دولتی و پزشکی پیرامون قانونی شدن آن وجود داشت. عمده‌ترین استدلال‌هایی که در مخالفت با قانونی کردن سقط جنین به کار می‌رفت این بود که تأثیر مضری بر رشد جمعیت یا به این دلیل که از نظر پزشکی برای زن مضر است. در اواسط دهه ۱۹۲۰، بیمارستان‌ها به دلیل سقط جنین به قدری شلوغ شده بودند که باید کلینیک‌های ویژه ای را برای آزاد کردن تخت باز می‌کردند. میزان بسیار زیاد سقط جنین‌ها نیز باعث نگرانی بسیاری از پزشکان شد و محدودیت‌هایی برای محدود کردن سقط جنین پس از ماه سوم بارداری و اطمینان از اینکه اولویت تنها به زنانی داده می‌شود که بیش از حد فقیر، مجرد یا دارای چندین فرزند هستند داده می‌شود. تنها شش ماه بین اولین سقط جنین و سقط دوم مجاز بود. علاوه بر این، تلاش‌های مجددی برای محاکمه بابکی صورت گرفت. اولین بار با قانونی شدن سقط جنین در سال ۱۹۲۰ شروع شد و تعداد زیادی از بابکی‌ها دستگیر و مجازات شدند زیرا سقط قانونی به آنها هیچ بهانه ای برای ادامه فعالیت نمی‌داد. در طی اقدامات جمعی‌سازی در اوایل دهه ۱۹۳۰، این امر به‌طور موقت در معرض خطر قرار گرفت، اما در سال ۱۹۳۴ قوانین سخت‌گیرانه‌تری در مورد انجام سقط جنین غیرقانونی به تصویب رسید و بخشنامه‌ای از دادستانی RSFSR و داستان‌های گسترده‌ای در مورد آنها در روزنامه‌های اصلی منتشر شد. این بخشنامه به نامه ای که توسط یک شهروند خصوصی ناشناس به دادسرا ارسال شده بود استناد می‌کرد که در آن از آسیب وارده به زنان توسط بابکی در یکی از مناطق روستایی به دادستانی منطقه نوشته و خواسته شده‌است تا تلاش‌ها را برای مبارزه با سقط جنین غیرمجاز افزایش دهند.

### سال‌های ۱۹۳۶–۱۹۵۵
در ۲۷ ژوئن ۱۹۳۶، کمیته اجرایی مرکزی اتحاد جماهیر شوروی مجدداً سقط جنین را غیرقانونی اعلام کرد که عمدتاً ناشی از نگرانی در مورد افزایش جمعیت و همچنین نگرانی در مورد خطرات پزشکی سقط جنین بود. قانونی که سقط جنین را غیرقانونی می‌کرد، نه تنها این کار را انجام می‌داد، بلکه حاوی چندین حکم مختلف بود. عنوان رسمی این قانون عبارت بود از: «فرمان منع سقط جنین، بهبود کمک‌های مادی به زنان در زایمان، ایجاد کمک‌های دولتی به والدین خانواده‌های پرجمعیت و گسترش شبکه گرم خانه‌ها و شیرخوارگاه‌ها، مدارس و مهدکودک‌ها. تشدید مجازات‌های کیفری برای عدم پرداخت نفقه و برخی اصلاحات در قانون طلاق». این قانون سقط جنین را تنها در صورت تهدید سلامت زن مجاز می‌دانست. همه اینها بخشی از ابتکار اتحاد جماهیر شوروی برای تشویق رشد جمعیت و همچنین تأکید بیشتر بر اهمیت واحد خانواده برای کمونیسم بود.
این قانون مصادف شد با یک تبلیغ دولتی از سیرک (اولین بار در ۲۵ مه ۱۹۳۶ به تعویق افتاد) که یک قهرمان کاتولیک آمریکایی را در حال به دنیا آوردن فرزندی که با معشوق آمریکایی آفریقایی تبارش باردار شده بود، نشان می‌داد که به دلیل احساسات ضد سیاه پوستان آمریکایی ممنوع بود. استالین که از نزدیک فیلم را به عنوان منبعی قوی برای تبلیغات دنبال می‌کرد، در دیدار با کارگران جنبش استاخانووی گفت: «بالاخره باید بفهمیم که از میان همه سرمایه‌های ارزشمند موجود در جهان، ارزشمندترین و تعیین‌کننده‌ترین سرمایه، مردم است». درست پس از آن، آمریکا و آمریکایی‌ها از سینمای شوروی ناپدید شدند.
این فرمان خشم و مخالفت زنان شهری را برانگیخت و این استدلال را برانگیخت که اغلب اوقات داشتن فرزند در زمانی که آنها در تلاش برای پیشرفت شغلی خود هستند غیرممکن است (از آنجایی که دولت شوروی فعالانه آموزش و کار زنان را به دلیل مسکن و لوازم ناکافی مورد نیاز برای مراقبت کودکان ترویج می‌کرد). قوانین ضد سقط جنین در عمل فقط اندکی قابل اجراتر از دوران تزار بود و بابکی‌ها به تجارت خود ادامه دادند، زیرا می‌دانستند خطر کمی برای دستگیر شدن وجود دارد. اگرچه موارد متعددی از مراجعه زنان به بیمارستان‌ها پس از انجام سقط‌های ناموفق وجود داشت، اما معمولاً نمی‌توان گفت که آیا سقط جنین داشته‌اند، سقط را خود انجام داده‌اند یا بابکا انجام داده‌اند. کد نانوشته همبستگی زنان نیز قوی بود و زنان به ندرت بابکی‌ها را به مقامات می‌گویند.
در عمل، میزان سقط جنین تحت تأثیر فرمان‌های ۱۹۳۶ قرار نگرفت، اگرچه مشاهده شد که میزان مرگ و میر نوزادان بین سال‌های ۱۹۳۵ و ۱۹۴۰ به دلیل اینکه زنان ظاهراً خود را در سقط جنین‌های غیرقانونی مجروح می‌کردند افزایش می‌یابد و سپس از تولید فرزندان سالم جلوگیری می‌کرد. خدمات سقط جنین بابکی مانند همیشه باقی ماند: ناامن، گران، و مجبور کردن زنان به دروغگویی به مقامات.
این قانون برای زنان هفتمین فرزند و فرزندان بعدی تا سومین تولدشان کمک هزینه ای در نظر می‌گرفت. در سال ۱۹۴۴ این مزایا به منظور ارائه کمک هزینه برای فرزندان سوم تا چهارمین سالگرد تولد و برای فرزندان چهارم و بعدی تا سالگرد تولد هفتم آنها گسترش یافت. با این حال، پس از پایان یافتن بزرگ‌ترین منبع کاهش جمعیت، جنگ جهانی دوم، همه این کمک‌ها در سال ۱۹۴۸ قطع شد. علیرغم غیرقانونی بودن سقط جنین و این سیاست‌های باروری، نرخ سقط جنین در این مدت بالا باقی ماند. سقط جنین غیرقانونی باعث مرگ حدود ۴۰۰۰ نفر در سال به دلیل عوارض سقط جنین‌های زیرزمینی می‌شود. زنان در این مدت به دلیل سیاست‌های تشویق زنان متأهل به اشتغال و سیاست‌های اقتصادی که صنایع سنگین و دفاع ملی را به جای مسکن و کالاهای مصرفی ترجیح می‌داد، به سقط جنین غیرقانونی ادامه دادند.
در دوران پس از جنگ، میلیون‌ها مرد مرده بودند و دولت مجبور شد خانواده‌های تک مادر را مشروعیت بخشد. قانون جدید خانواده در سال ۱۹۴۴ با ارائه حمایت مالی برای مادران مجرد، تک مادری را به عنوان محل تولید مثل تأیید کرد. شیوع مادران مجرد در این زمان یک واقعیت بود. تا سال ۱۹۵۷، ۳٫۲ میلیون زن به عنوان مادران مجرد مدعی کمک دولتی بودند.
کاهش سیاست دولت در مورد سقط جنین در دهه ۱۹۵۰ آغاز شد که با گسترش فهرست علائم پزشکی برای ختم بارداری در سال ۱۹۵۱ آغاز شد و در سال ۱۹۵۴ مسئولیت کیفری برای سقط جنین غیرقانونی لغو شد.

### سال ۱۹۵۵ به بعد
پس از مرگ استالین در سال ۱۹۵۳، دولت شوروی قوانین 1936 را لغو کرد و قانون جدیدی در مورد سقط جنین صادر کرد. این فرمان که در سال ۱۹۵۵ صادر شد، بیان داشت که «اقدامات انجام شده توسط دولت شوروی برای تشویق مادری و محافظت از نوزادی و همچنین رشد بی وقفه آگاهی و فرهنگ زنان» امکان تغییر در سیاست را فراهم می‌کند. زبان این فرمان حاکی از آن بود که بیشتر زنان، مادر بودن را به سقط جنین ترجیح می‌دهند و جلوگیری از سقط جنین همچنان هدف دولت است، زیرا همچنان رشد جمعیت را تشویق می‌کند.
در اواخر دهه ۱۹۵۰ و ۱۹۶۰، تخمین زده می‌شود که اتحاد جماهیر شوروی بالاترین نرخ سقط جنین را در جهان داشته‌است. میزان سقط جنین در این دوره به‌طور قطع مشخص نیست، زیرا اتحاد جماهیر شوروی تا قبل از پرسترویکا شروع به انتشار آمار سقط جنین نکرد. بهترین تخمین‌ها که بر اساس نظرسنجی‌های متخصصان پزشکی در این مدت صورت می‌گیرد، حاکی از آن است که سالانه حدود ۶ تا ۷ میلیون سقط جنین انجام شده‌است.
یکی از معدود بینش‌هایی که ما در مورد سقط جنین در اواخر دهه ۱۹۵۰ داریم، نظرسنجی است که بین سال‌های ۱۹۵۸ و ۱۹۵۹ بر روی ۲۶۰۰۰ زن متقاضی سقط جنین انجام شد که ۲۰۰۰۰ نفر از مناطق شهری و ۶۰۰۰ نفر از مناطق روستایی بودند. از این نظرسنجی می‌توان حقایق متعددی در مورد اینکه چه نوع زنانی به دنبال سقط جنین بوده‌اند و دلایل آنها برای انجام این کار جمع‌آوری می‌شود. اول از همه، «اکثریت قاطع» زنان متأهل بودند، اگرچه نتایج نظرسنجی درصد دقیقی را ارائه نمی‌دهد. دوم، ما می‌توانیم یاد بگیریم که زنان چند فرزند داشتند. از بین زنان شهری، ۱۰٫۲ درصد بدون فرزند، ۴۱٫۲ درصد دارای یک فرزند، ۳۲٫۱ درصد دارای دو فرزند و ۱۶٫۵ درصد دارای سه فرزند یا بیشتر بوده‌اند که میانگین تعداد فرزندان ۱٫۴۷ است. از بین زنان روستایی، ۶٫۲ درصد فاقد فرزند، ۲۶٫۹ درصد دارای یک فرزند، ۳۰ درصد دارای دو فرزند، و ۳۶٫۹ درصد دارای سه فرزند یا بیشتر بوده‌اند که میانگین تعداد فرزندان ۲٫۰۶ بوده‌است. از میان زنانی که به دنبال سقط جنین بودند، زنان شهری بیشتر احتمال داشت که فرزند کمتری داشته باشند یا اصلاً بچه نداشته باشند. این ممکن است ناشی از کمبود فضا برای زنان شهری باشد.
این نظرسنجی همچنین دلایل زنان برای سقط جنین را بررسی کرد. دلایل را به چهار دسته تقسیم کرد. اولی «قابل حذف بدون قید و شرط» بود، چیزهایی که می‌توان آن را با اقدامات دولتی برطرف کرد، مانند نیازهای مادی، کمبود فضا، نبود کسی در خانه یا نداشتن موسسه‌ای که کودک را در آن قرار دهد. دسته دوم «قابل حذف مشروط» بود، چیزهایی که احتمالاً با اقدامات دولت قابل اصلاح است، مانند نبود شوهر، مشکلات خانوادگی، یا بیماری یک یا هر دو والدین. دسته سوم «غیرقابل حذف» بود، چیزهایی که ناشی از شرایط اجتماعی نبودند، مانند یک نوزاد در خانواده یا بسیاری از فرزندان از قبل. دسته چهارم «علل نامشخص» بود، مانند عدم تمایل یک یا هر دو والدین به داشتن فرزند و دلایل متعدد دیگر.
نتایج برای این سؤال عبارت بودند از: از دلایل ارائه شده توسط زنان شهری، ۳۵ درصد غیرقابل حذف، ۱۶٫۵ درصد غیرقابل حذف، ۱۰ درصد غیرقابل حذف و ۳۷٫۹ درصد نامشخص بود. از دلایل ارائه شده توسط زنان روستایی، ۲۶٫۳ درصد غیرقابل حذف، ۱۸ درصد قابل حذف مشروط، ۱۰ درصد غیرقابل حذف و ۴۵٫۲ درصد نامشخص بوده‌است. بارزترین تفاوت این بود که بیشتر زنان شهری کمبود فضا را دلیل ذکر کردند. نتایج نظرسنجی نشان داد که نرخ سقط جنین در میان زنان شاغل با نرخ ۱۰۵٫۵ سقط در هر هزار حاملگی، در مقابل ۴۱٫۵ در هزار در میان زنانی که کار نمی‌کردند، بسیار بالاتر بود.
اگر میزان سقط جنین در این بررسی معرف در نظر گرفته شود، در این دوره تعداد سقط‌های سالانه بیشتر از تعداد تولدهای زنده بوده‌است. این همچنین به این معنی است که نرخ سقط جنین در اتحاد جماهیر شوروی بالاترین میزان سقط جنین در جهان در آن زمان بود. در پایان دوران برژنف در سال ۱۹۸۲، نرخ زاد و ولد شوروی به جز در جمهوری‌های آسیای مرکزی با اکثریت مسلمان، درست در سطح یا کمتر از حد جایگزین بود.

## قانون فعلی
در طول دهه ۲۰۰۰، کاهش پیوسته جمعیت روسیه (به دلیل زاد و ولد منفی و امید به زندگی کم) به منبع اصلی نگرانی تبدیل شد، حتی ارتش را مجبور کرد به دلیل کمبود مردان جوان، خدمت اجباری را کاهش دهد. در ۲۱ اکتبر ۲۰۱۱، پارلمان روسیه قانونی را تصویب کرد که سقط جنین را به ۱۲ هفته اول بارداری محدود می‌کند، به استثنای ۲۲ هفته اگر حاملگی در نتیجه تجاوز جنسی باشد، و برای نیازهای پزشکی می‌توان آن را در هر مقطعی از بارداری انجام داد. قانون جدید همچنین یک دوره انتظار از دو تا هفت روز قبل از انجام سقط جنین را اجباری می‌کند تا به زن اجازه داده شود تا در تصمیم خود تجدید نظر کند. سقط جنین فقط در موسسات دارای مجوز (معمولاً بیمارستان‌ها یا کلینیک‌های زنان) و توسط پزشکانی که آموزش‌های تخصصی دارند انجام می‌شود. پزشک می‌تواند از سقط جنین خودداری کند مگر از سقط‌های ضروری پزشکی. قانون جدید سخت‌تر از قانون قبلی است، زیرا طبق قانون سابق سقط جنین پس از ۱۲ هفته به دلایل اجتماعی-اقتصادی گسترده‌تر مجاز بود، در حالی که طبق قانون فعلی چنین سقط‌هایی فقط در صورتی مجاز است که مشکلات پزشکی جدی مادر وجود داشته باشد.
طبق قانون جنایی روسیه (ماده ۱۲۳)، انجام سقط جنین توسط شخصی که مدرک پزشکی و آموزش تخصصی نداشته باشد، تا ۸۰۰۰۰۰ روبل جریمه دارد. جریمه نقدی تا ۸ ماه از درآمد محکوم با خدمات اجتماعی از ۱۰۰ تا ۲۴۰ ساعت؛ یا به حبس از ۱ تا ۲ سال. در مواردی که سقط جنین غیرقانونی منجر به فوت زن باردار یا آسیب قابل توجهی به سلامتی وی شود، به حبس تا ۵ سال محکوم می‌شود.

## بحث سیاسی

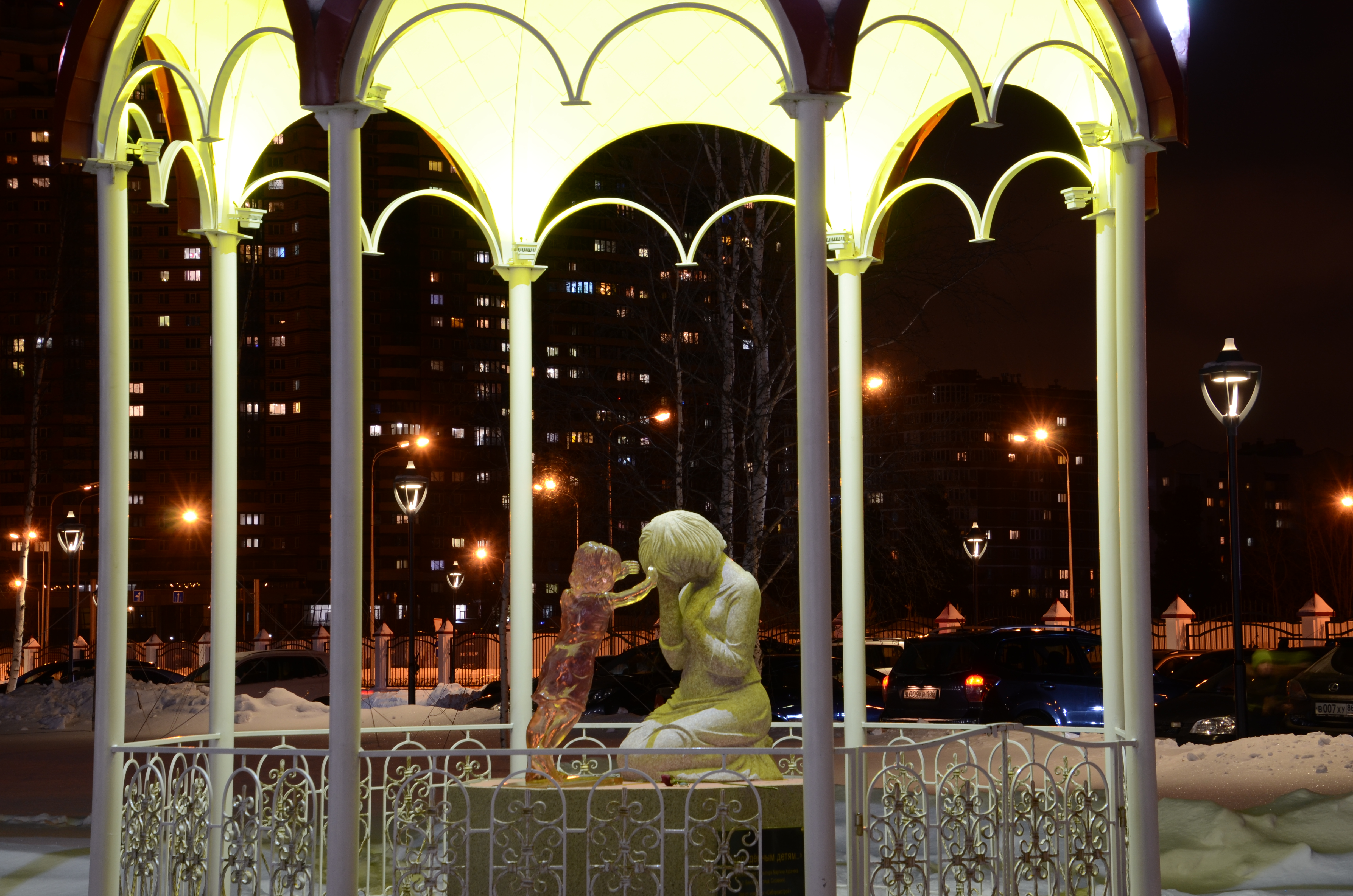
بنای یادبود ضد سقط جنین که در سال ۲۰۱۳ در خارج کلیسای ارتدکس روسیه در سورگوت برپا شد

موضوع سقط جنین در سال ۲۰۱۱ در بحثی که نیویورک تایمز می‌گوید «شروع بحثی مشابه با ایالات متحده است» دوباره مورد توجه قرار گرفت. پارلمان تصویب کرد و در سال ۲۰۱۱ ، رئیس‌جمهور دمیتری مدودف، چندین محدودیت در مورد سقط جنین را برای مبارزه با "کاهش نرخ زاد و ولد" و " کاهش جمعیت " امضا کرد. این محدودیت‌ها ارائه دهندگان سقط جنین را ملزم می‌کند که ۱۰ درصد از هزینه‌های تبلیغاتی را به تشریح خطرات سقط جنین برای سلامتی زنان اختصاص دهند و توصیف سقط جنین به عنوان یک روش پزشکی ایمن را غیرقانونی کنند. سوتلانا مدودوا، همسر مدودف، مبارزه با سقط جنین در روسیه را در یک کمپین ملی یک هفته ای علیه سقط جنین به نام "به من زندگی بده!" و "روز خانواده، عشق و وفاداری" توسط بنیاد او برای ابتکارات اجتماعی و فرهنگی در ارتباط با کلیسای ارتدکس روسیه انجام داد.

### نظرسنجی‌ها
در سال ۲۰۰۶، تعداد روس‌هایی که سقط جنین را تحت هر شرایطی غیرقابل قبول می‌دانستند تنها ۶ درصد بود. تا سال ۲۰۲۲، این میزان به ۱۳ درصد افزایش یافت.
با وجود کاهش قابل توجه نسبت سقط جنین به تولد از اواسط دهه ۱۹۹۰، کشورهای اتحاد جماهیر شوروی سابق بالاترین نرخ سقط جنین را در جهان حفظ کردند. در سال ۲۰۰۱، ۱٫۳۱ میلیون کودک در روسیه متولد شدند، در حالی که ۲٫۱۱ میلیون سقط جنین انجام شد. در سال ۲۰۰۵، ۱٫۶ میلیون سقط جنین در روسیه ثبت شد. بیست درصد از این افراد دختران زیر ۱۸ سال بودند. طبق آمار رسمی تعداد سقط جنین‌ها را در سال ۲۰۲۰ به ۴۵۰ هزار نفر می‌رسد.
تا سال ۲۰۲۱، نرخ سقط جنین ۱۲ سقط در سال به ازای هر ۱۰۰۰ زن ۱۵ تا ۴۴ ساله بود.
آمار سقط جنین تا پایان دهه ۱۹۸۰ در اتحاد جماهیر شوروی اسرار دولتی محسوب می‌شد. در این دوره، اتحاد جماهیر شوروی یکی از بالاترین نرخ‌های سقط جنین در جهان را داشت. نرخ سقط جنین در اتحاد جماهیر شوروی در سال ۱۹۶۵ به اوج خود رسید، زمانی که ۵٫۵ میلیون سقط جنین انجام شد که بالاترین تعداد در تاریخ روسیه بود. با این وجود، قانونی شدن سقط جنین باعث حذف سقط جنین نشد.